# Canthidium cavifrons
Canthidium cavifrons е вид бръмбар от семейство Листороги бръмбари (Scarabaeidae). Видът не е застрашен от изчезване.

## Разпространение
Разпространен е в Бразилия (Еспирито Санто, Минас Жерайс, Парана, Рио де Жанейро, Санта Катарина и Сао Пауло).